# Ivan Meštrović
Ivan Meštrović roz. Gabrilović (15. srpna 1883, Vrpolje u Slavonského Brodu – 16. ledna 1962, South Bend, Indiana, USA) byl chorvatský sochař, architekt, spisovatel a politik. Patří mezi nejvýznamnější osobnosti chorvatského umění první třetiny 20. století.

## Biografie
Ivan Meštrović se narodil v obci Vrpolje v Chorvatsku, kde žili jeho rodiče Ivan Meštrović-Gabrilović a Marta Kurobasa, a vyrůstal ve vesnici Otavice v severní Dalmácii.
Nejprve se vyučil kameníkem v dílně Pavila Biliniće ve Splitu. V letech 1907–1909 studoval sochařství na Akademii výtvarných umění ve Vídni, které nedokončil. Přijal styl secese, cestoval a nějakou dobu pobýval v Paříži. Během dvaceti meziválečných let se proslavil jako jeden z mála výtvarných umělců chorvatské národnosti, a proto byl jmenován profesorem Akademie výtvarných umění v Záhřebu. Byl blízkým přítelem Nikoly Tesly.
Na cestách studoval sochy starověkých a renesančních mistrů, zejména Michelangela (o kterém napsal také esej) a soudobých francouzských sochařů Augusta Rodina, Antoina Bourdella a Aristida Maillola, jejichž vzor je v jeho sochách patrný. Byl zakladatelem a ideologem národně romantické skupiny Medulić, jejíž tvorbu inspiroval jihoslovanský národní mýtus, zejména hrdinské lidové písně. Za první světové války žil v exilu. Po válce se vrátil do vlasti a začalo plodné období jeho sochařské a pedagogické činnosti. V roce 1942 emigroval do Itálie a poté v roce 1943 do Švýcarska a v roce 1947 do Spojených států. V roce 1947 emigroval z Jugoslávie do USA, kde se roku 1955 stal profesorem sochařství na Syracuse University v New Yorku a později přešel na Universitu Notre Dame v South Bend ve státě Indiana. Byl politicky aktivní, jako národně uvědomělý Chorvat a katolík zastával projugoslávské postoje, nesouhlasil však s ideologií komunismu. Před svou smrtí se setkal s maršálem Titem, který se jej snažil přesvědčit pro podporu politiky socialismu.

## Dílo
Sochy: Navrhl čtyři desítky monumentálních soch a řadu menších děl na území Chorvatska, Jugoslávie, Slovenska, Francie, Itálie, Anglie a Spojených států amerických. S různou mírou patosu odrážejí avantgardní směry výtvarného umění první poloviny 20. století od secese až po neoklasicismus. Jsou to především pomníky chorvatských osobností (Grgur Ninski a Marko Marulić ve Splitu; Andrija Medulić, Andrija Kačić-Miošić) také sochy světců a osobností církve (sv. Roch, sv. Jan Křtitel ve Splitu, sv. Jeroným v zahradě Chorvatského velvyslanectví ve Washingtonu, biskup Josip Juraj Strossmayer v Záhřebu), dále socha Vítěze, která je symbolem Bělehradu. Je také autorem sochařských portrétů, ženských aktů, reliéfů a medailí, nebo fontány „Pramen života“ před záhřebským Národním divadlem. K nejlepším dílům patří bronzy ve stylu art deco. Světového ohlasu dosáhla dvojice soch Indiánů (Oštěpař a Lučištník) z roku 1934 v Grantově parku na předpolí mostu v Chicagu. Teoretikové umění v posledních letech více než národní monumenty oceňují sochařské provedení tělesnosti a erotiky u aktů.
Architektonická tvorba čítá několik budov, především památníků na území Chorvatska i Jugoslávie. Jsou jimi například mauzoleum na černohorské národní hoře Lovćen, Památník neznámého vojína na Avale.

## Pozůstalost
V roce 1952 daroval Chorvatům galerii a Kaštelet ve Splitu, dále odkázal státu svůj ateliér v Záhřebu, domek s ateliérem v Otavici a rodinnou hrobku v kostele Nejsvětějšího Vykupitele v Otavici, kde byl podle svého přání pohřben. Galerie „Ivan Meštrović“ byla otevřena ve Vrpolje v roce 1972, vystavuje přibližně čtyřicet děl.

## Galerie

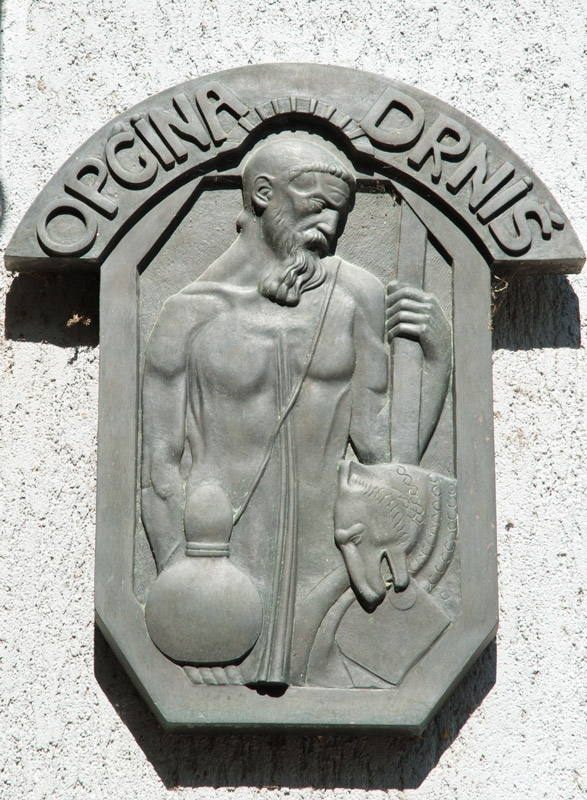
Svatý Roch, Drniś
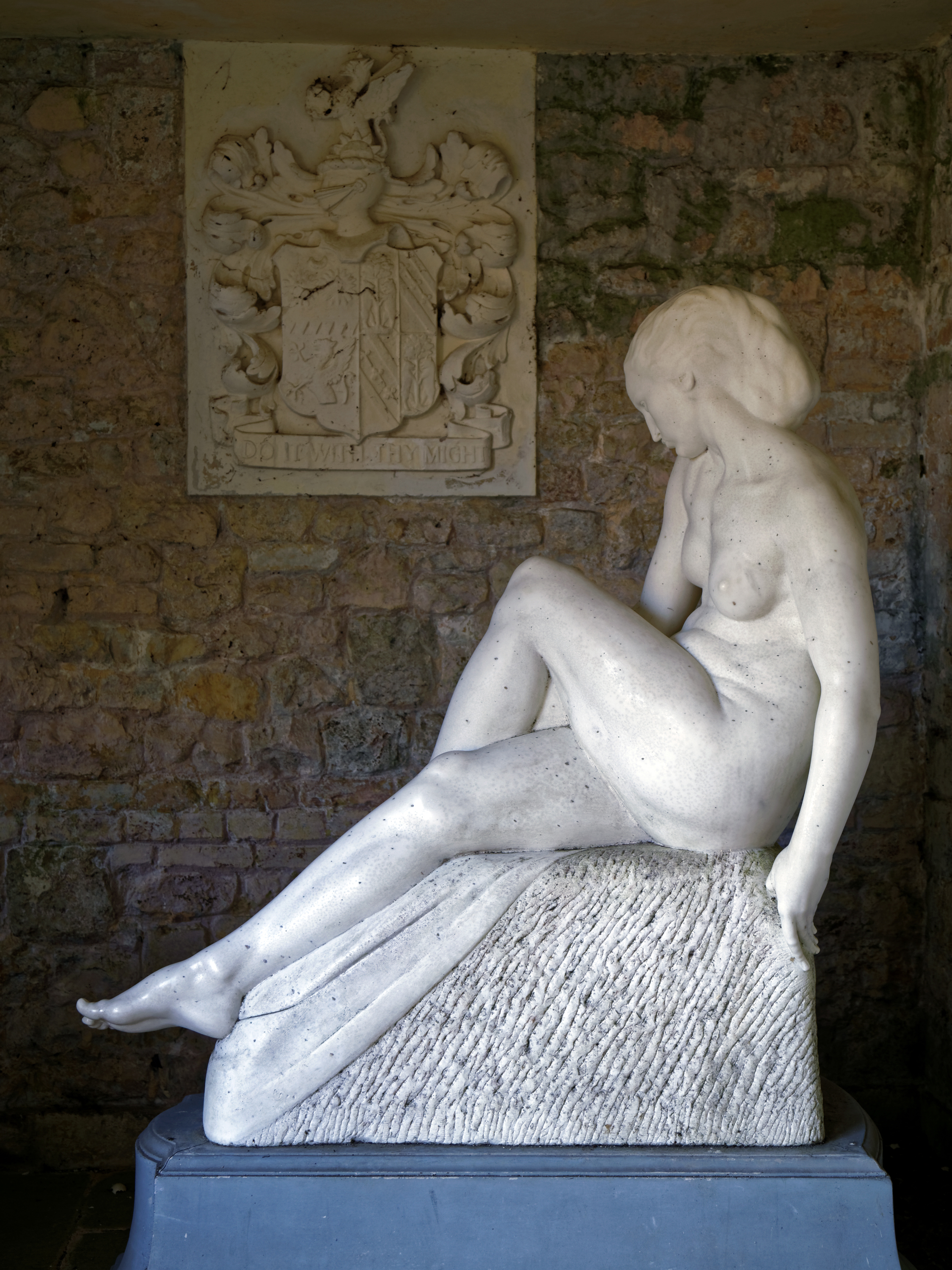
Žena, Parham House, West Sussex
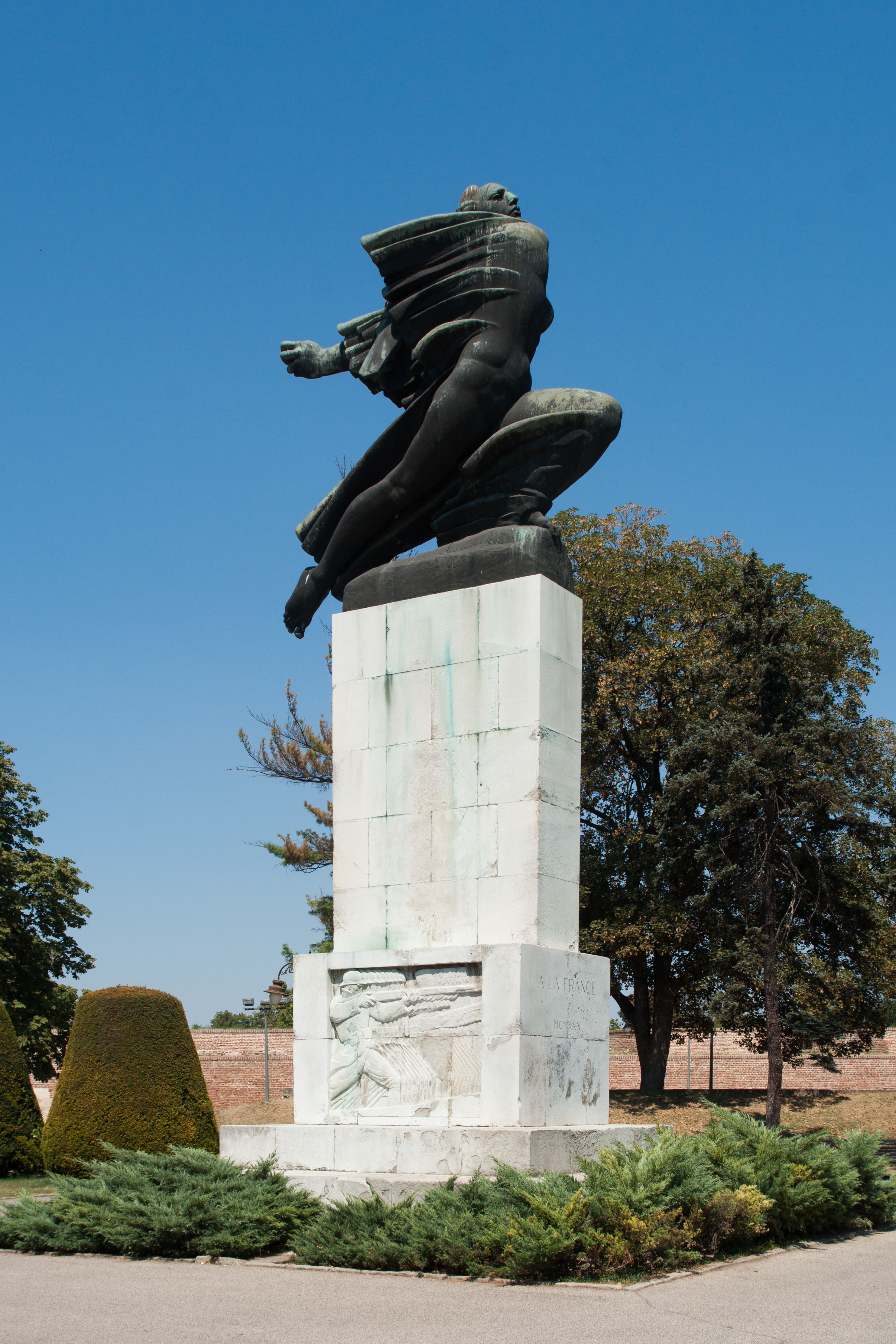
Válečný pomník Francii, Bělehrad
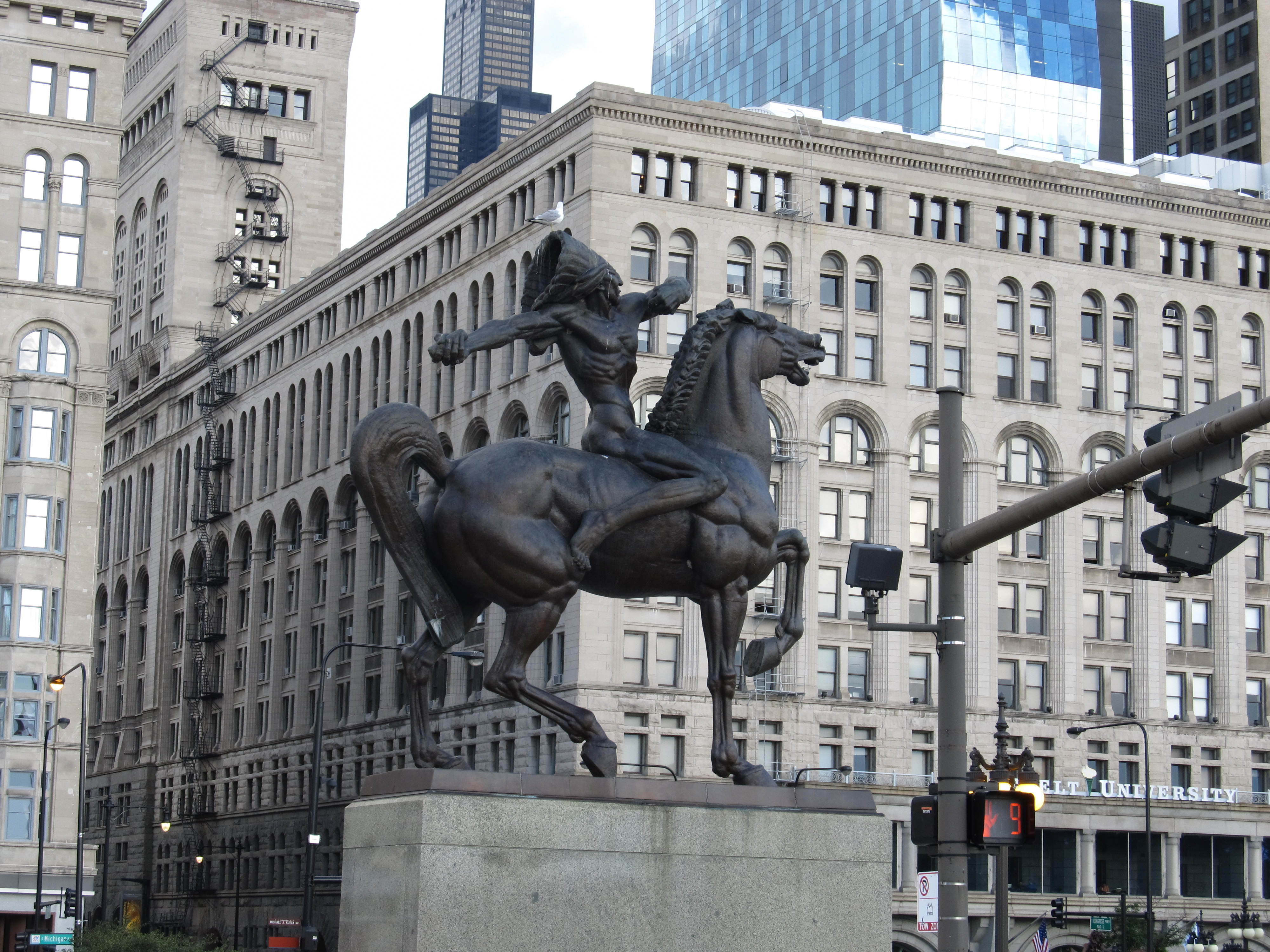
Socha Oštěpaře
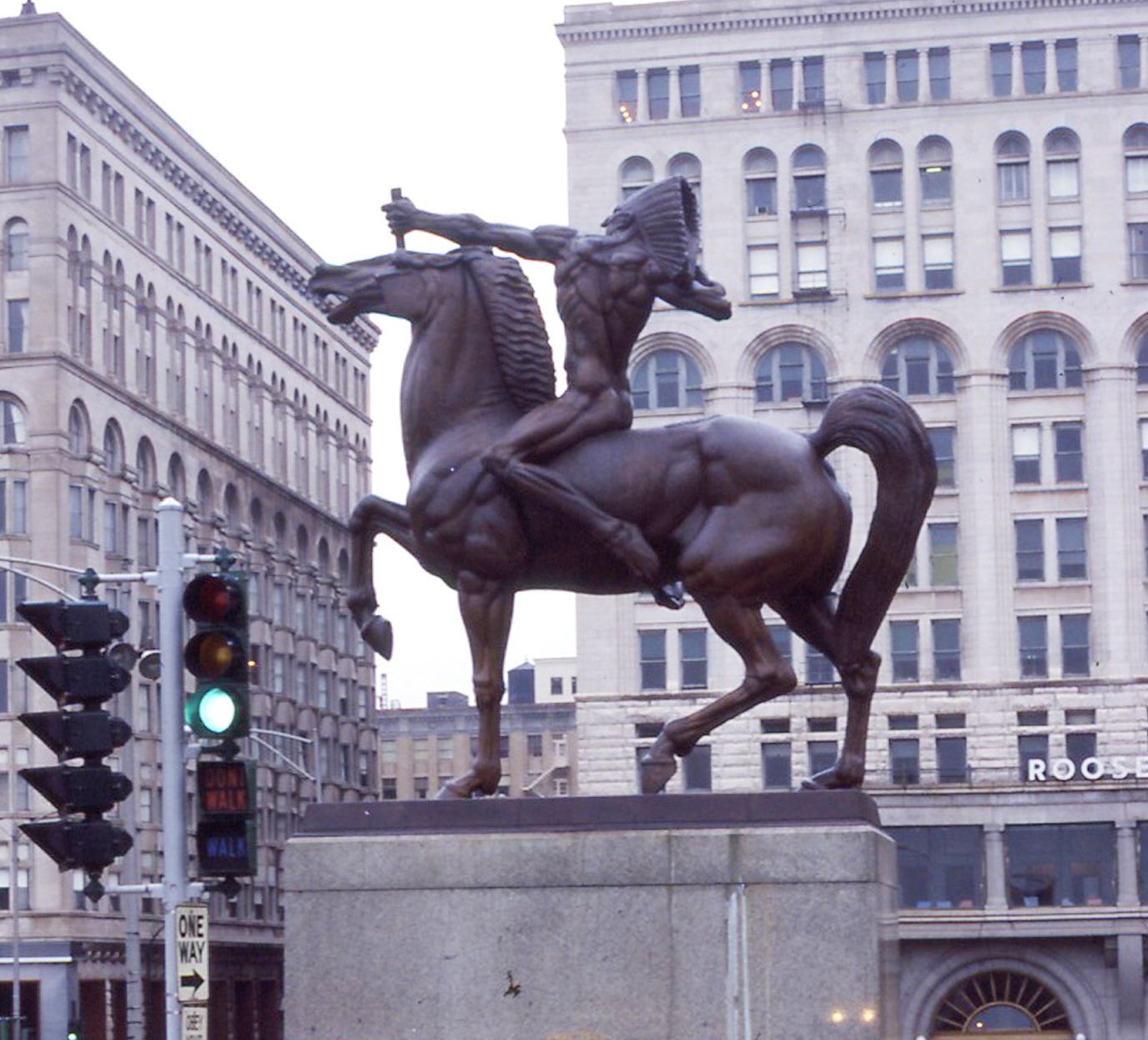
Socha Lučištníka
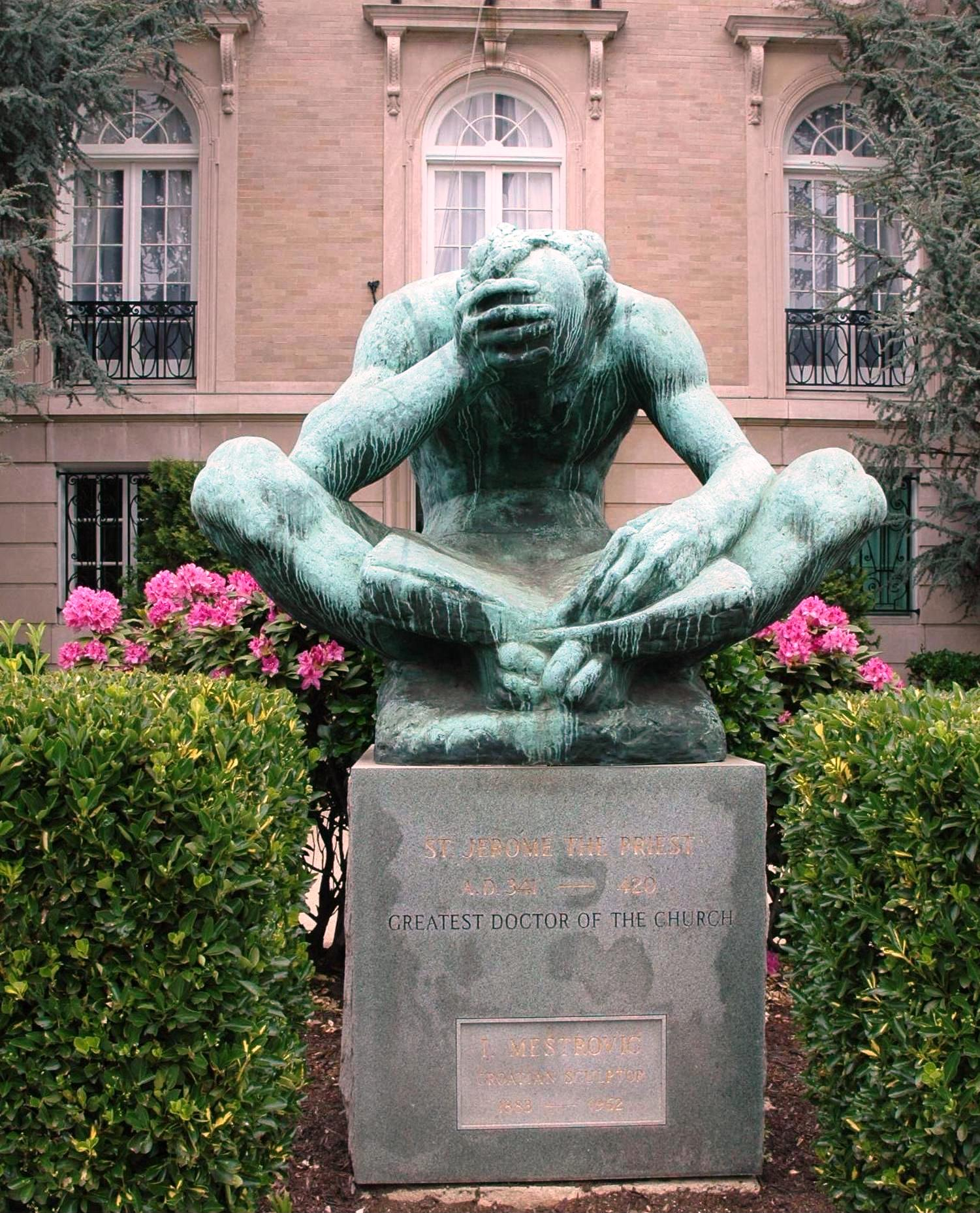
Svatý Jeroným
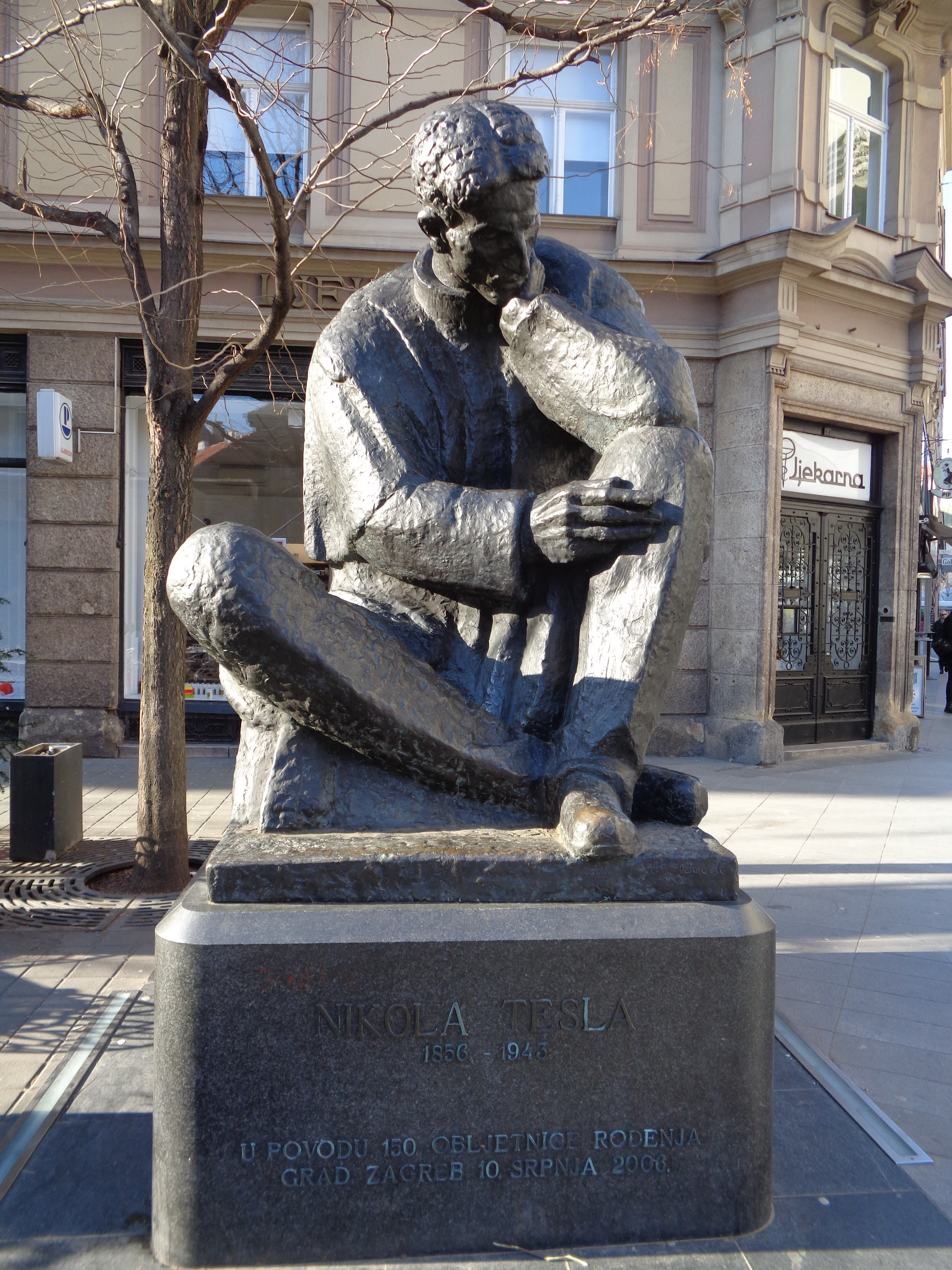
Nikola Tesla, Záhřeb
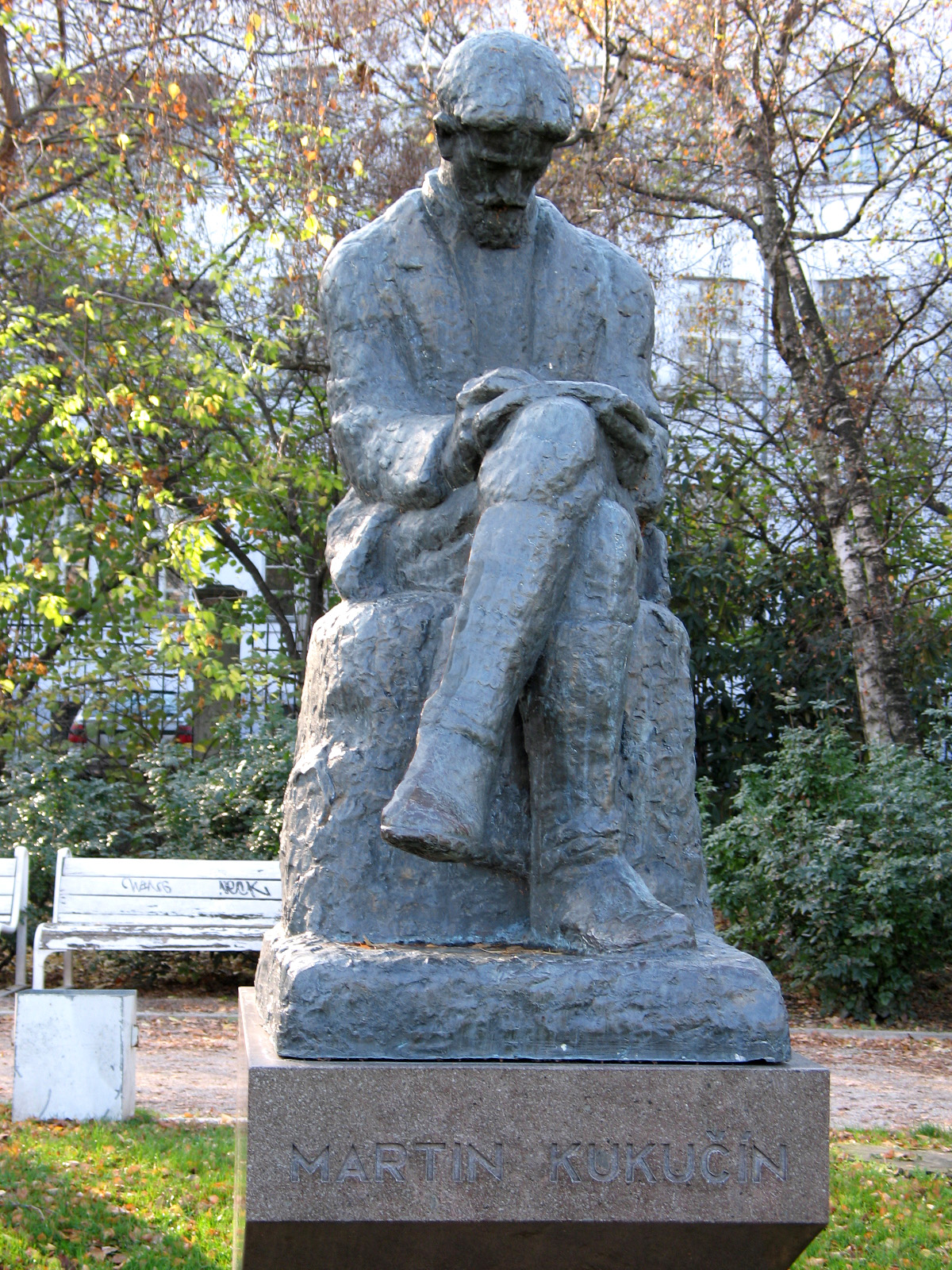
Martin Kukučín, Bratislava
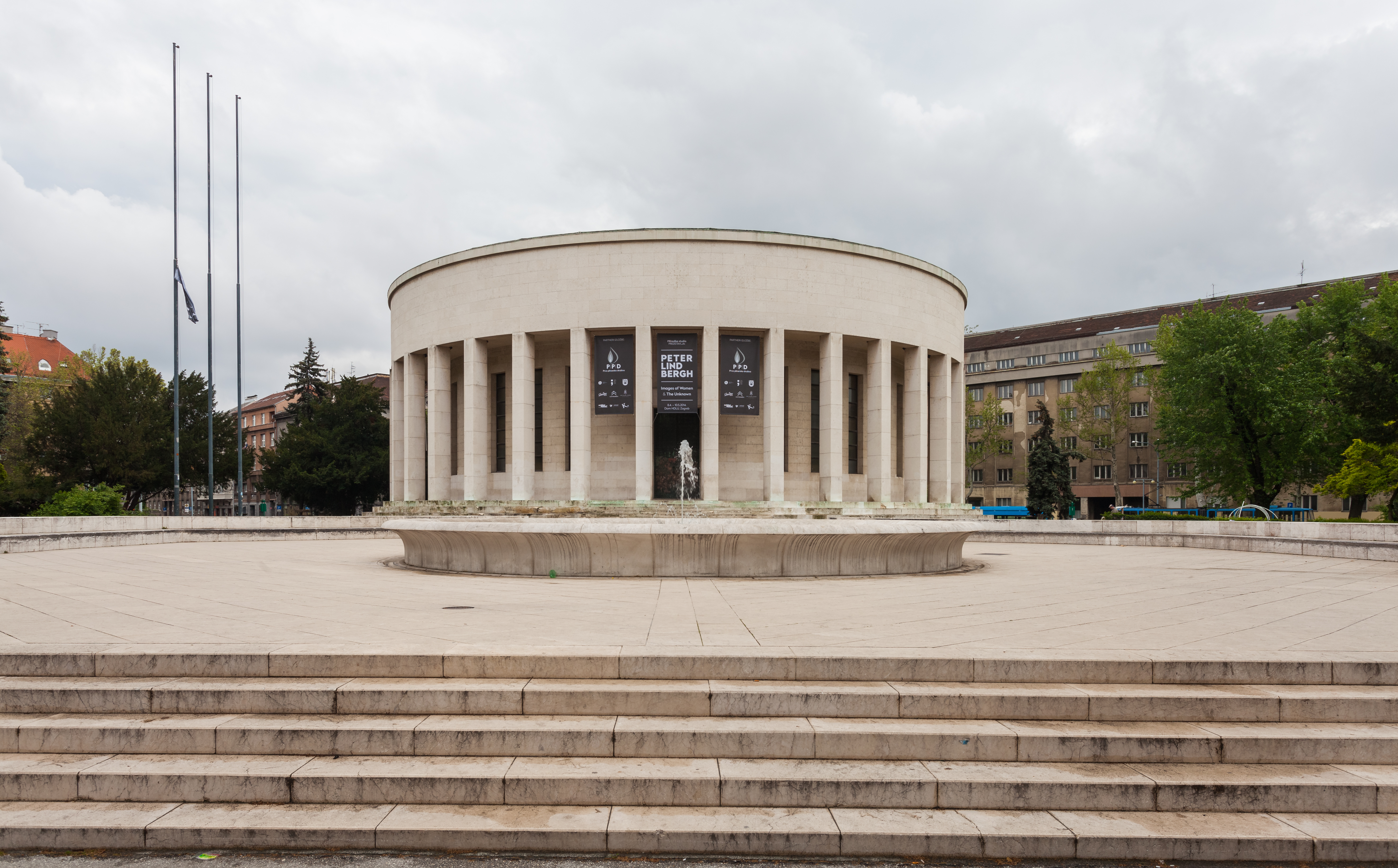
Pavilón v Záhřebu
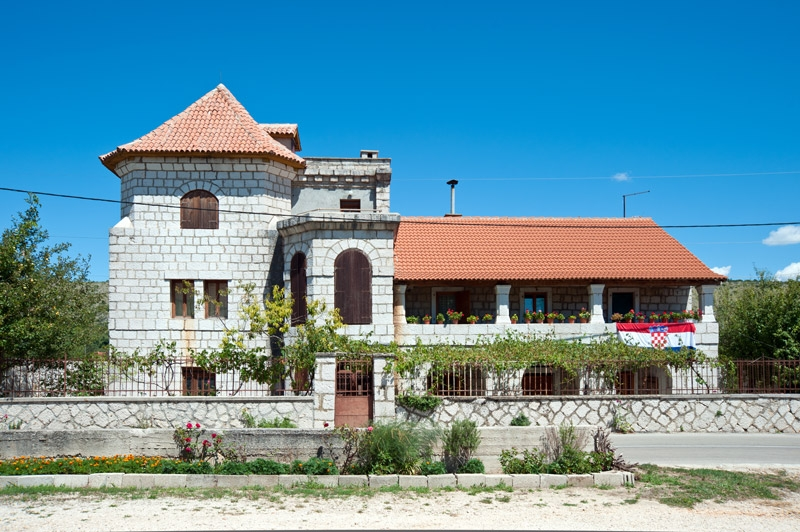
Domek v Otavici